# Гардез
Гарде́з (пушту ګردېز‎, дари گردیز Gardēz) — город на востоке Афганистана, к югу от Кабула. Столица провинции Пактия. В 1980—1987 годах использовался как операционная база ограниченного контингента советских войск в Афганистане (40-й армии), в том числе при проведении крупной войсковой операции по деблокированию стратегического шоссе Гардез-Хост (Матун). В этом городе родился и был похоронен афганский президент Наджибулла.